# 1re cérémonie des New York Film Critics Circle Awards
La 1re cérémonie des New York Film Critics Circle Awards, décernés par le New York Film Critics Circle, a eu lieu le 2 janvier 1936, et a récompensé les films réalisés l'année précédente.

## Palmarès
- Meilleur film :
  - Le Mouchard
- Meilleur réalisateur :
  - John Ford pour Le Mouchard (The Informer)
    - Alfred Hitchcock pour L'Homme qui en savait trop (The Man Who Knew Too Much) et Les 39 Marches (The 39 Steps)
- Meilleur acteur :
  - Charles Laughton pour ses rôles dans Les Révoltés du Bounty et L'Extravagant Mr Ruggles
    - Victor McLaglen pour le rôle de "Gypo" Nolan dans Le Mouchard (The Informer)
- Meilleure actrice :
  - Greta Garbo pour le rôle de Anna Karénine dans Anna Karénine
    - Katharine Hepburn pour le rôle d'Alice Adams dans Désirs secrets (Alice Adams)